# Mondvogel

Phalera bucephala ♂

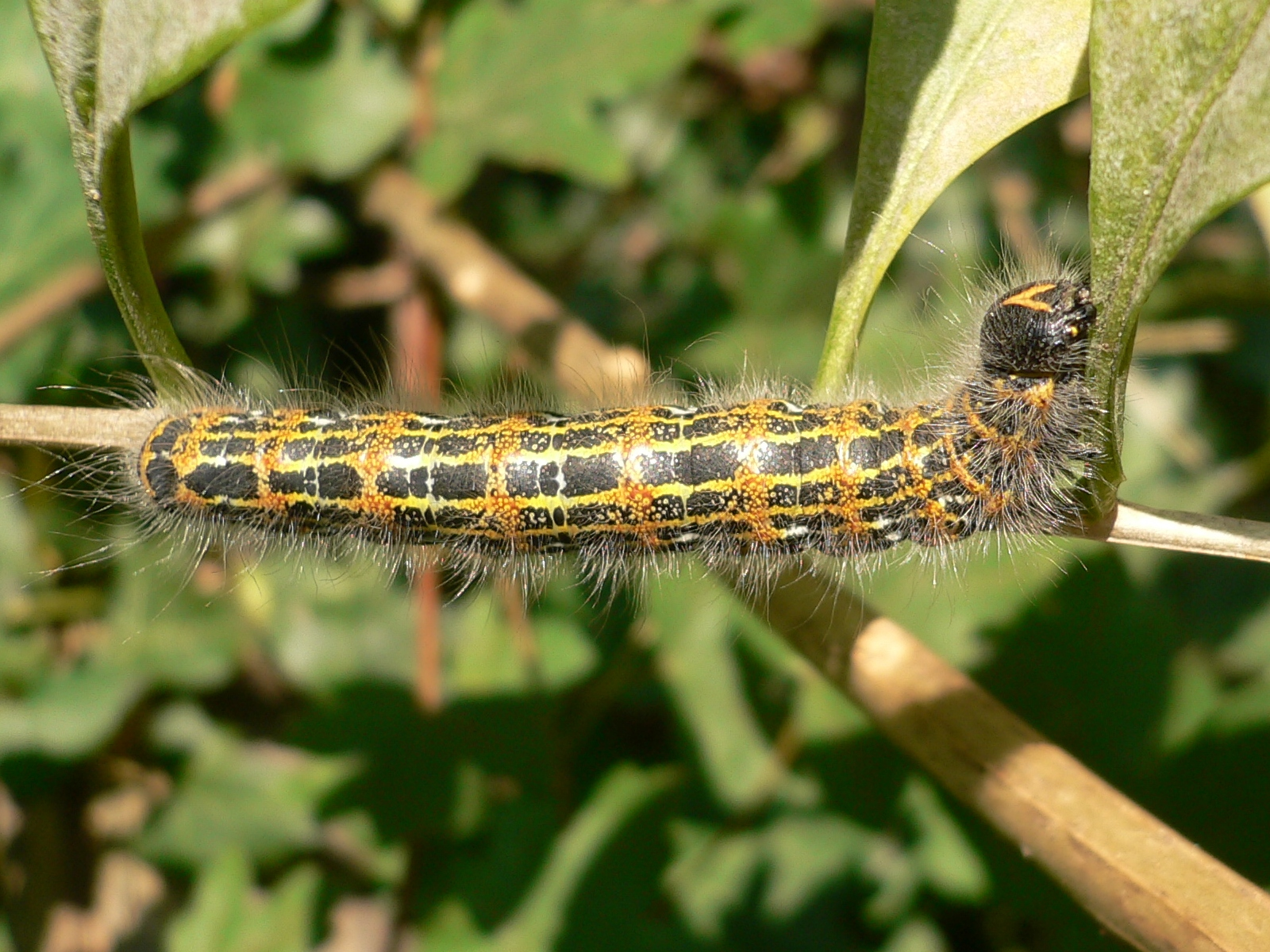
Raupe des Mondvogels

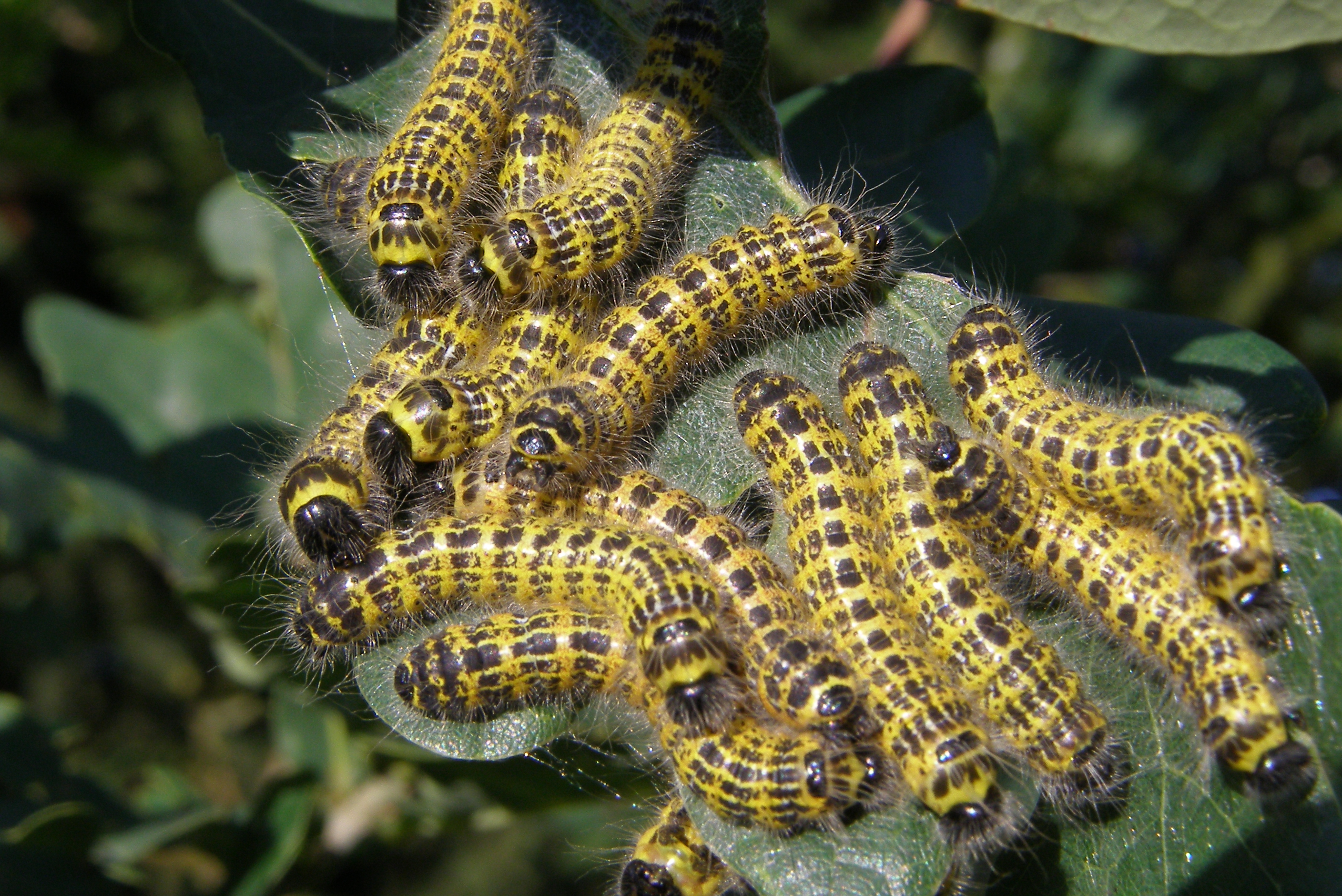
Mondvogelraupen gesellig auf Eichenblatt

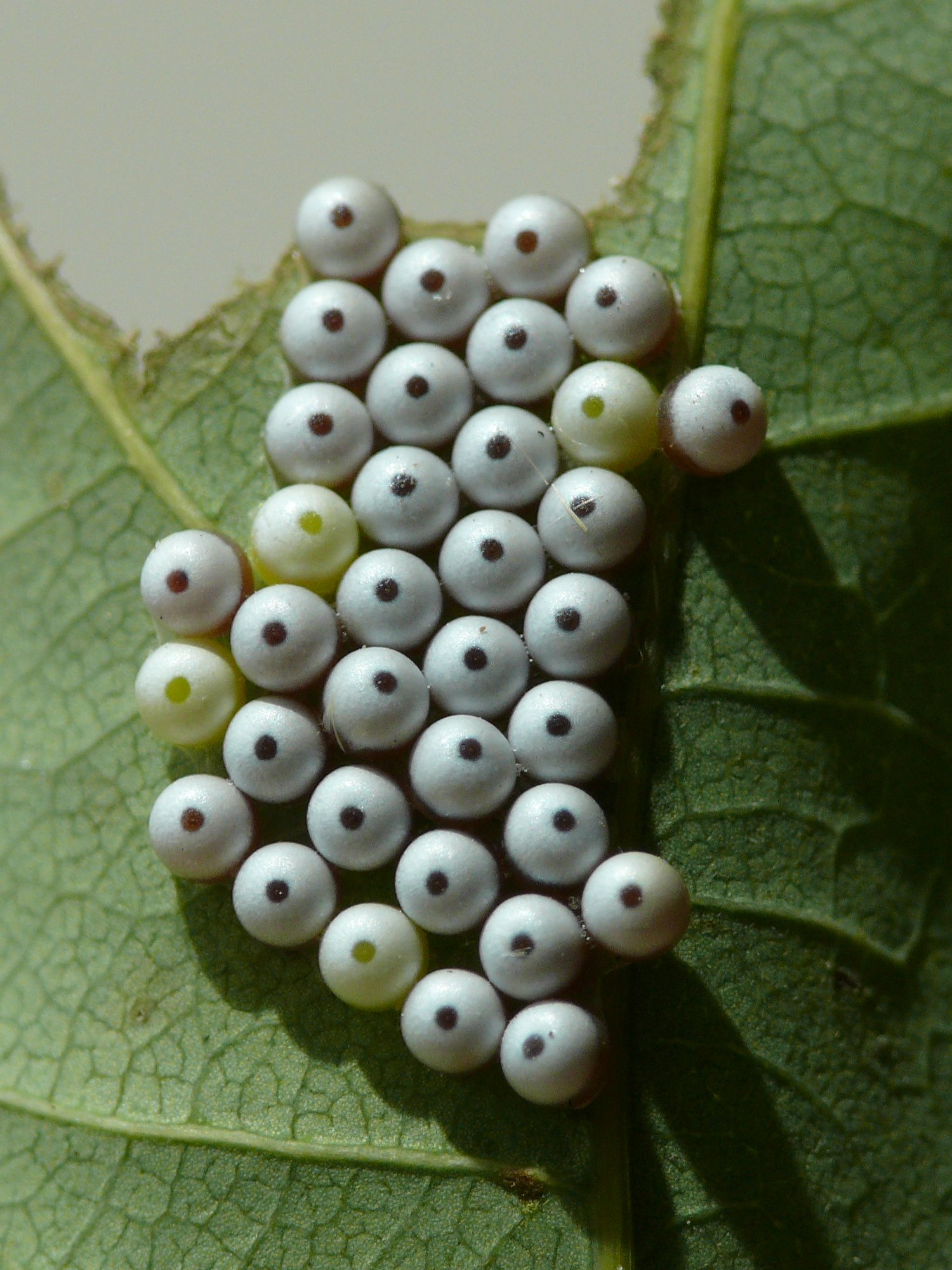
Eispiegel des Mondvogels an Stieleiche

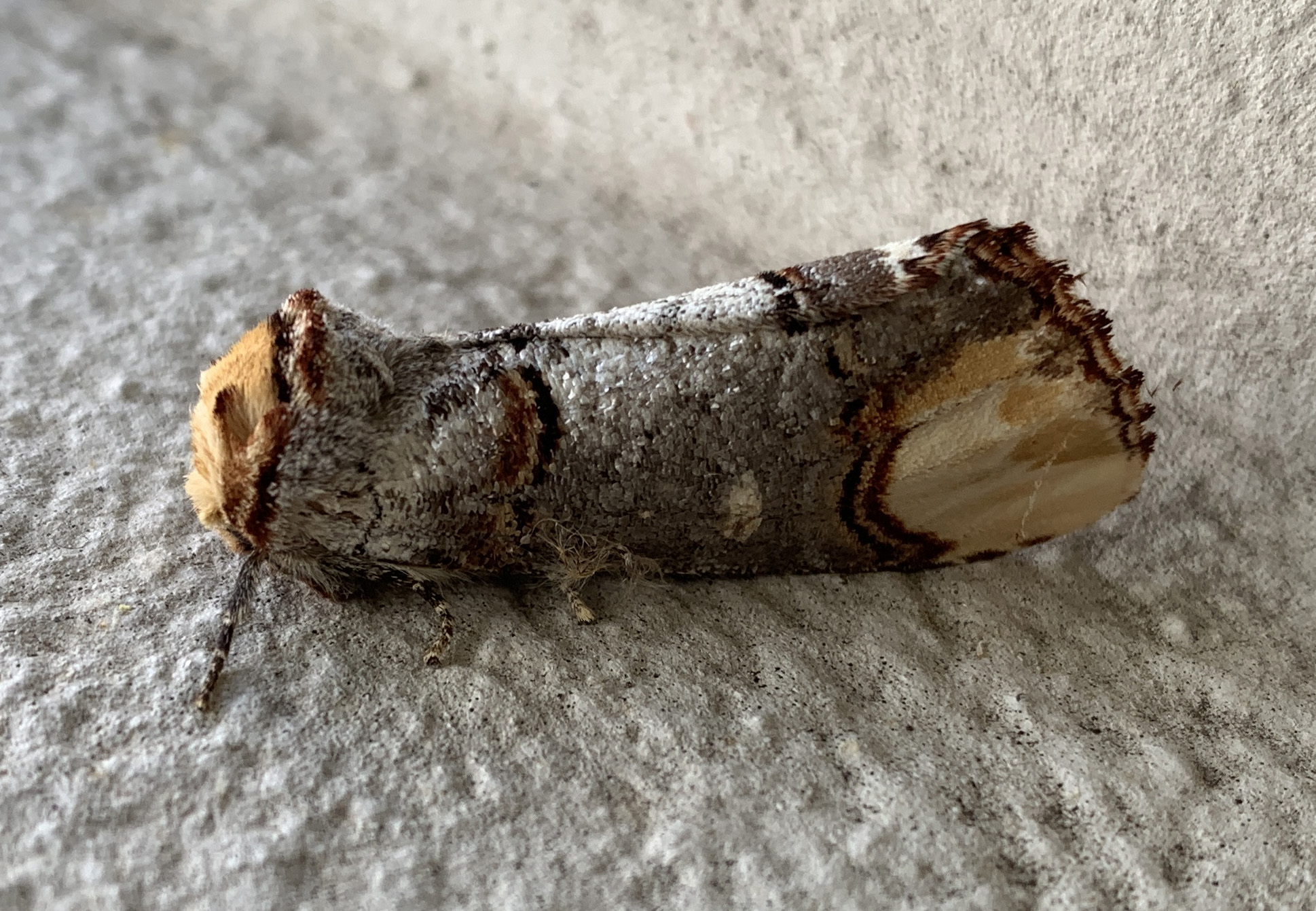
Mondvogel am Tag

Der Mondvogel oder Mondfleck (Phalera bucephala) ist ein Nachtfalter aus der Familie der Zahnspinner (Notodontidae).

## Merkmale
Diese Art ist ziemlich groß (bis 32 mm lang) und recht stabil gebaut, die Flügelspanne beträgt 55–68 mm. Die Vorderflügel sind grau, silbern beschuppt und weisen an der Flügelspitze (Apex) einen sich auffällig abhebenden hellbraunen Fleck auf, den Mondfleck. Die thorakiale Behaarung trägt dieselbe Farbe, mit angelegten Flügeln sieht dieser Falter einem gebrochenen Zweig verblüffend ähnlich, am ehesten einem Birkenzweig. Die Hinterflügel sind beigeweiß, der Kopf (Caput) ist braun. Der Mondvogel fliegt des Nachts von Mai bis Juli und fliegt häufig Lichtquellen an.

### Unterarten
- Phalera bucephala bucephala[1]
- Phalera bucephala tenebrata[1]

### Ähnliche Arten
- Phalera bucephaloides (Ochsenziemer, 1810) – Vorkommen in Österreich

## Verbreitung
Der Mondvogel ist von der Iberischen Halbinsel über ganz Europa (einschließlich Britische Inseln) bis Ostasien verbreitet. Im Süden erstreckt sich sein Verbreitungsgebiet über die Türkei und den Kaukasus bis Mittelasien. Im Norden verläuft die Arealgrenze südlich des Polarkreises.
Er ist in Laubwäldern und Parks vom Flachland bis in ca. 1600 Meter Höhe anzutreffen.

## Entwicklung
Die jungen Raupen sind sehr gesellig, später werden sie aber Einzelgänger. Ältere Raupen sind sehr auffällig gefärbt, schwarz mit orangegelben Quer- und gelbweißen Längsstreifen. Der Kopf ist schwarz und trägt ein gelbes V. Sie werden bis zu sechs Zentimeter lang und fressen an vielen Baum- und Straucharten. Als Puppe überwintert dieser Falter in der Erde. Die Raupen findet man von Juli bis August und die Falter von Anfang Mai bis Juli.

### Futterpflanzen
- Linde (Tilia), daher der Name „Lindenspinner“
- Spitzahorn (Acer platanoides)
- Erlen (Alnus sp.)
- Birken (Betula sp.)
- Hasel (Corylus sp.)
- Buchen (Fagus sp.)
- Goldregen (Laburnum sp.)
- Pappeln (Populus sp.)
- Obstbäume der Gattung Prunus
- Eichen (Quercus sp.)
- Robinien (Robinia sp.)
- Rosen (Rosa sp.)
- Weiden (Salix sp.)
- Ulmen (Ulmus sp.)
- Schneeballsträucher (Viburnum sp.)